# Supermodel of the World (álbum)
Supermodel of the World é o primeiro álbum de estúdio da drag queen americana RuPaul, lançado em 8 de junho de 1993 pela Tommy Boy Records. É o seu segundo álbum no geral, seu primeiro lançamento sendo um álbum de trilha sonora. Com o lançamento do álbum Supermodel of the World, RuPaul obteve maior status de celebridade, principalmente devido ao primeiro single do álbum, "Supermodel (You Better Work)". Antes do lançamento deste álbum, ela havia feito alguns trabalhos de modelagem como drag queen, daí o título do álbum.

## Curiosidades
O refrão dessa música também apresenta RuPaul repetindo a frase "Sashay! Shantay!" Quando questionado sobre o significado de "shantay", RuPaul respondeu que o termo significa "tecer um feitiço encantador". (Possivelmente do francês "enchanté", que é cognato, do inglês "enchanted"). O termo havia aparecido anteriormente no documentário de salão de baile de drag de 1990, Paris Is Burning. Também soa como a expressão francesa "Sachez chanter!", Na forma imperativa, que significa "Saiba como cantar!"

## Posições
O primeiro single do álbum, "Supermodel (You Better Work)", foi um grande sucesso nos clubes de dança e atingiu o número 45 na Billboard Hot 100, ganhando disco de ouro. Também alcançou a posição 39 no UK Singles Chart.   O videoclipe foi colocado em alta rotação na MTV, causado grande surpresa para RuPaul e sua gravadora, já que, na época, a música que estava sendo tocada pesadamente na MTV era mais da área do rap e rock. Além do sucesso de "Supermodel (You Better Work)", "Back to My Roots" alcançou o primeiro lugar na BillboardClub / Dance Play Songs Chart em 24 de julho de 1993 e # 40 no UK Singles Chart. "A Shade Shady (Now Prance)" também alcançou a posição # 1 no Billboard Club / Dance Play Songs em 9 de outubro de 1993.

## Recepção da crítica
Robert Christgau escreveu em sua coluna "Guia do Consumidor" para o The Village Voice: "Eu sei que não seria um álbum disco autêntico sem preenchimento, mas esta autocriação é um cantor masculino muito brando para colocar sobre um romance pró-forma. A exceção é 'Sobrenatural', como você descobrirá se combinar o título com a personalidade e considerar as possibilidades. E quando ele assume uma atitude - em cinco cortes pelas minhas contas, culminando no prato fundo 'A Shade Shady' - ele traz fora de um gênero distorcido pelo tempo, todo seu." 
Alex Henderson da AllMusic escreveu em retrospecto: “Um drag-queen colorido e ícone da cultura gay afro-americana cujo senso de humor ultrajante nunca parece diminuir, RuPaul poderia ser descrito como 'O Pequeno Richard da Música de Dança dos anos 90'. Mas RuPaul não é a novidade que alguns o rejeitaram. Ostentando um alcance vocal decente e uma forte paixão pelo disco / soul dos anos 70, RuPaul é um autêntico artista cujo álbum de estreia, Supermodel, provou que ele é um trunfo definitivo para o house e R&B dos anos 90. Quando ele começa a tocar "Supermodel (You Better Work)" e outras joias de pista de dança abertamente influenciadas pelos anos 70, RuPaul mostra-se um belter suado e emocional que projeta muito mais soul e emoção honesta do que a maioria dos artistas pré-fabricados que dominaram o rádio urbano-contemporâneo dos anos 90.

## Desempenho Comercial
O álbum alcançou a #109 posição na Billboard 200 dos EUA.

## Faixas
| N.º | Título                         | Duração |  |
| 1.  | "Supermodel (You Better Work)" | 3:59    |  |
| 2.  | "Miss Lady DJ"                 | 4:00    |  |
| 3.  | "Free Your Mind"               | 3:48    |  |
| 4.  | "Supernatural"                 | 4:35    |  |
| 5.  | "House of Love"                | 3:30    |  |
| 6.  | "Thinkin' Bout You"            | 3:46    |  |
| 7.  | "Back to My Roots"             | 3:32    |  |
| 8.  | "Prisioner of Love"            | 4:24    |  |
| 9.  | "Stinky Dinky"                 | 4:44    |  |
| 10. | "All of a Sudden"              | 3:53    |  |
| 11. | "Everybody Dance"              | 3:56    |  |
| 12. | "A Shade Shady (Now Prance)"   | 3:56    |  |